# ساختار درونی ماه

ساختار درونی کرهٔ ماه: قطر ماه ۳۴۷۴ کیلومتر و شعاع هسته درونی صلب ۱۶۰ کیلومتر است.

کرهٔ ماه یکی از اجرام تفکیکی است بدین معنی که ساختار درونی آن از لایه‌های گوناگون و لایه ای تشکیل شده‌است.
سه لایه اصلی ماه، پوسته، جُبّه و هسته هستند که ترکیب شیمیایی هر یک با دیگری تفاوت دارد. دانشمندان این تفکیک را نتیجهٔ بلوری‌شدن جزء به جزء یک اقیانوس گدازه‌ای، که کمی پس از تشکیل کره ماه یعنی حدود چهار و نیم بیلیون سال پیش رخ داده می‌دانند.
دانشمندان منبع انرژی‌ای که برای گداختن لایهٔ بیرونی ماه لازم بود را همان برخورد عظیمی می‌دانند که باعث تشکیل سامانهٔ زمین-ماه شد.
بررسی ژئوشیمیایی انجام‌شده از مدار ماه نشان می‌دهد که پوسته ماه بیشتر از سنگ آنورتوزیت تشکیل شده‌است.
میانگین ضخامت پوسته را ۵۰ کیلومتر برآورد کرده‌اند.
میانگین چگالی ماه ۳٬۳۴۶٫۴ کیلوگرم بر متر مکعب است که با این حساب دومین قمر چگال در سامانه خورشیدی پس از آیو است.
با این وجود، ماه هسته‌ای کوچک دارد که تنها ۲۰ درصد از اندازهٔ آن را دربرمی‌گیرد. این در حالی است که این رقم برای اکثر اجرام آسمانی ۵۰ درصد است.
بازکاوی داده‌ها در مورد تغییرات زمانی گردش کره ماه نشان می‌دهد که بخشی از هستهٔ ماه باید حالت مذاب داشته‌باشد.